# 김대근 (1966년)
김대근(金大根, 1966년 9월 1일, 부산광역시 ~ )은 대한민국의 정치인이다. 제8대 부산광역시 사상구청장이다. 2021년 8월 대법원 판결에 의해 구청장직을 상실하면서 물러났다.

## 학력
- 1979 감전초등학교 졸업
- 1982 주례중학교 졸업
- 1985 성도고등학교 졸업
- 1993 동의대학교 건축공학 학사
- 2017 부산대학교 행정대학원 석사과정 휴학

## 주요 경력
- 2012.06 ~ 2016.05 국회의원 배재정 의원실 보좌관
- 제19대 문재인 대통령후보 사상구 상임선대본부장
- 2017.09 ~ 2017.12 민주평화통일자문회의 부산 사상구협의회 회장
- 2017.10 ~ 2018.02 더불어민주당 부산광역시당 사상구 지역위원회 위원장 권한대행
- 더불어민주당 중앙당 정책위 부의장
- 2018.07 ~ 2021.08 : 제8대 민선 7기 부산광역시 사상구청장(초선)

## 논란

### 정치자금법 위반, 공무집행방해
제7회 지방선거 당시 신고하지 않은 정치자금을 받아 선거운동원 식비 등 선거 자금으로 사용했다는 혐의(정치자금법 위반)와 허위 병원 진단서를 발급받아 사상구 선거관리위원회가 주최하는 토론회에 고의로 불참했다는 혐의(위계에 의한 공무집행방해)로 2020년 3월 10일 불구속 기소되었다. 2020년 10월 15일 부산지법 서부지원에서 열린 1심에서 위계에 의한 공무집행방해 혐의에 대해 징역 6개월, 집행유예 1년 및 벌금 50만 원, 정치자금법 위반 혐의에 대해 벌금 50만 원을 선고받았다. 김 구청장 측과 검찰 측 모두 항소하였다. 2021년 4월 14일 부산고법에서 열린 2심에서 항소가 기각되고 원심이 유지되었다. 2021년 8월 대법원에서 원심이 확정되어 당선이 무효되었다.

## 역대 선거 결과
| 실시년도 | 선거      | 대수 | 직책   | 선거구      | 정당         | 득표수    | 득표율          | 순위 | 당락 | 비고           |
| -------- | --------- | ---- | ------ | ----------- | ------------ | --------- | --------------- | ---- | ---- | -------------- |
| 2018년   | 지방 선거 | 8대  | 구청장 | 부산 사상구 | 더불어민주당 | 58,153 표 | \| \| 51.97% \| | 1위  |      | 초선, 민선 7기 |
|          | 51.97%    |      |        |             |              |           |                 |      |      |                |

| 전임 송숙희 | 제8대 부산광역시 사상구청장 2018년 7월 1일 ~ 2021년 8월 19일 | 후임 (권한대행)여운철 조병길 |